# Mănăstirea Fâstâci
Mănăstirea Fâstâci este o mănăstire ortodoxă din România situată în comuna Cozmești, județul Vaslui. Este declarată monument istoric, având codul LMI  VS-II-a-A-06797.